# Falicon
Falicon (en francès Falicon) és un municipi francès situat al departament dels Alps Marítims i a la regió de Provença – Alps – Costa Blava.

## Demografia
| 1962                                       | 1968 | 1975 | 1982  | 1990  | 1999  | 2006  |
| ------------------------------------------ | ---- | ---- | ----- | ----- | ----- | ----- |
| 605                                        | 715  | 877  | 1.065 | 1.498 | 1.644 | 1.789 |
| Des de 1962: població sense dobles comptes |      |      |       |       |       |       |

## Administració
| Període | Identitat       | Partit |
| ------- | --------------- | ------ |
| 2001-   | Gisèle Kruppert |        |

## Agermanaments
- Merchweiler
- Castellino Tanaro